# OSV-96
KBP OSV-96（ロシア語: ОСВ-96）は、1990年代初頭に、ロシアのKBPトゥーラ器械製造設計局が開発したセミオート対物ライフルである。
試作名称のV-94で呼称されることもある。

## 設計
最大の特徴は、東側諸国で広く用いられている12.7x108mm弾を用いることである。これは、西側諸国で対物ライフル用に広く用いられている12.7x99mm NATO弾と口径は同じだが、装薬量が多いため弾丸が高初速で飛び、より長射程になり貫通力も高くなる。専用のB-32装甲貫通弾を用いれば、1,200~1,800m先の軽装甲車両を破壊することが可能である。
作動機構はガス圧作動の回転式ボルト閉鎖式である。銃弾は5発入りの箱型弾倉に収められている。
外見は対物ライフルとしては一般的で、銃身下に短い二脚があり、把手を有する。マズルブレーキは角形のものと筒形多孔式のものがある。銃身と機関部はヒンジで連結されており、運搬時には折り畳むことができる。
大形の狙撃眼鏡をはじめ、各種暗視装置を装備することが可能である。コンバットライターの笹川英夫が試射した際には、1,500m先のT-34戦車のフェンダーに命中し貫通していたという。

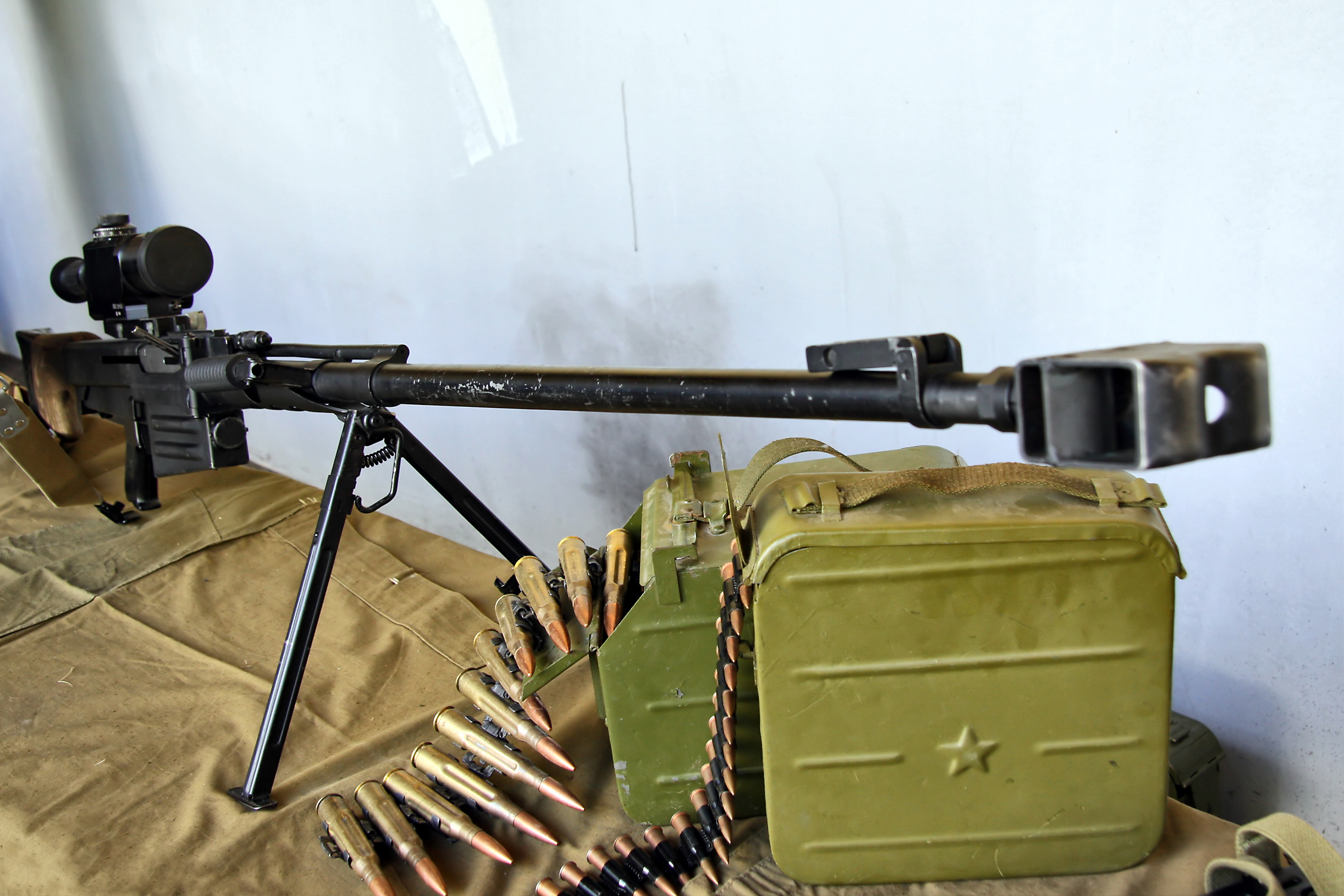
角形マズルブレーキのモデル
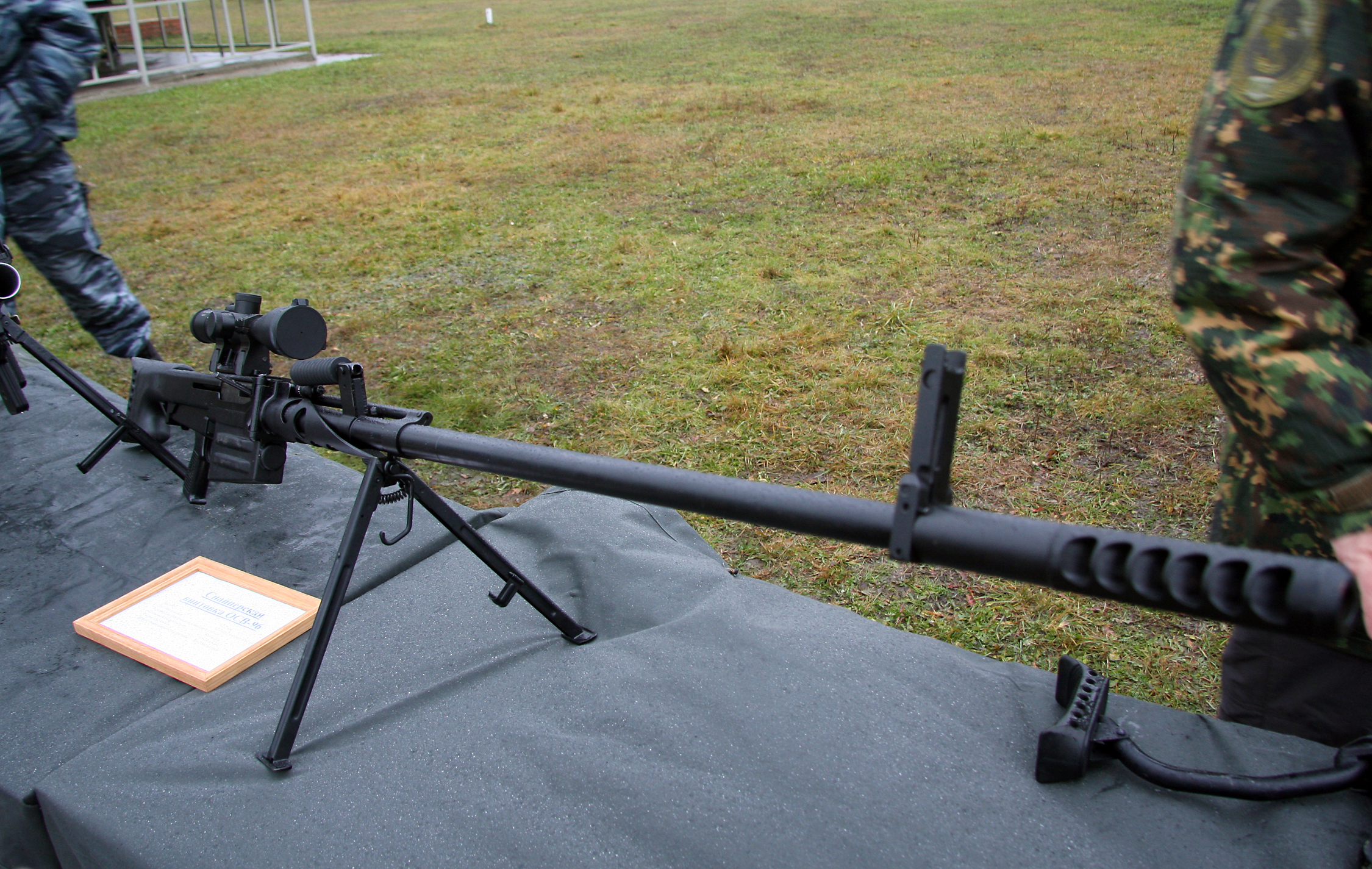
筒形マズルブレーキモデル
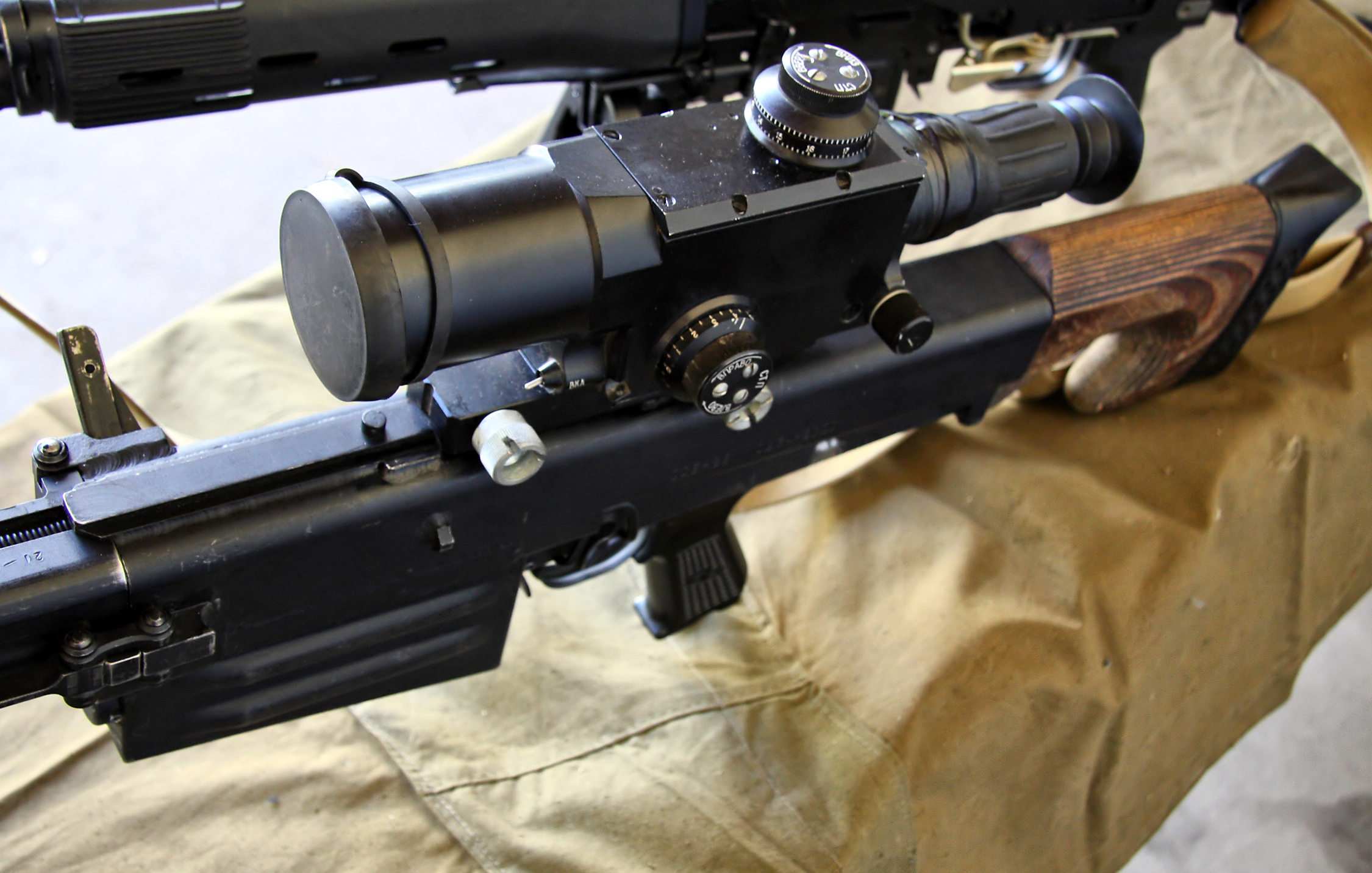
POS 12x50(ロシア語: ПОС 12х50)暗視装置付狙撃眼鏡を搭載した状態
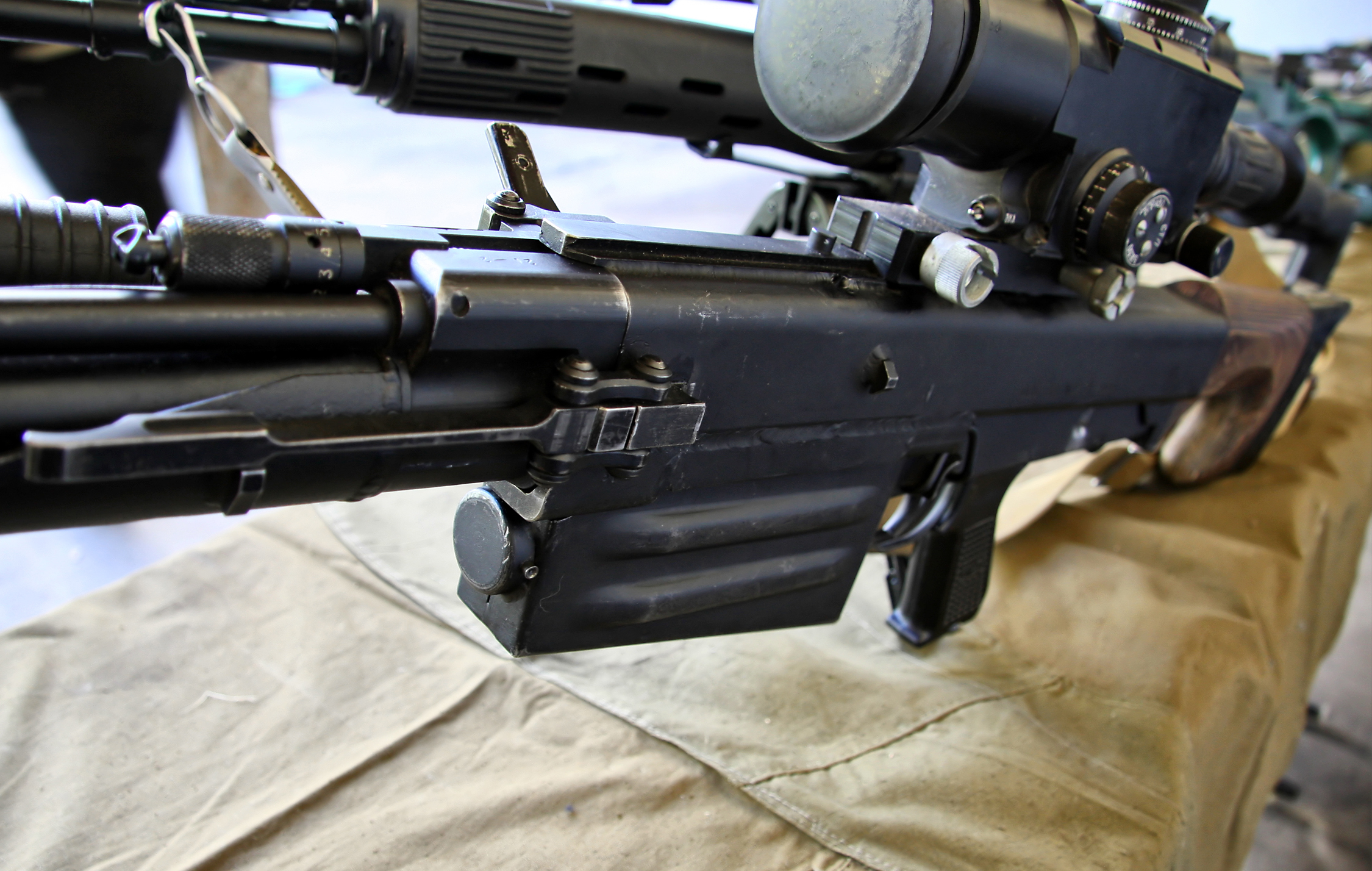
機関部左側前方より 弾倉装着部上方のものが折り畳み用ヒンジのレバー

## 運用
ロシア
ごく少数がロシア陸軍に採用され、チェチェン紛争に投入されたという。
 アゼルバイジャン
アゼルバイジャン軍特殊部隊
 エジプト
エジプト特殊作戦部隊
 インド
インド海軍の特殊部隊「MARCOS」にも配備されている
 キルギス
キルギス陸軍の特殊部隊である第25独立特殊任務旅団も採用している。
 カザフスタン
カザフスタン軍の空挺部隊と特殊部隊